# Gihren no Yabou
Gihren no Yabou (ギレンの野望? lett. "L'Ambizione di Gihren", solitamente tradotto in inglese come Gihren's Greed) è una serie di videogiochi di strategia a turni prodotti dalla Bandai, basati sulla metaserie di Gundam e ambientati durante gli eventi delle serie della Universal Century. Il gameplay comprende una gestione politica e militare dei vari conflitti della Universal Century. La serie è pubblicata esclusivamente in Giappone.

## Gihren's Ambition
Il primo gioco della serie, pubblicato nel 1998 per Sega Saturn. Il giocatore può scegliere se seguire la Federazione Terrestre o il Principato di Zeon attraverso la Guerra di un anno e ha 150 turni per sconfiggere la fazione avversaria con una vittoria dello scenario o vittoria totale. Le scelte del giocatore possono generare degli eventi what if dove vengono evitati i disastri e le morti dei personaggi avvenuti negli anime.
Nel 2011 il gioco ebbe un remake per PSP intitolato Shin Gihren no Yabou.

## Gihren's Ambition: Blood of Zeon
Il seguito di Gihren's Ambition, pubblicato nel 2000 per Sony PlayStation e il Sega Dreamcast. Gihren's Ambition: Blood of Zeon (ギレンの野望-ジオンの系譜?, Gihren no Yabou-Zeon no Keifu) ha un sistema politico più complesso rispetto al primo gioco. Il giocatore può scegliere di creare dei trattati o dei segnali di tregua e alla gestione militare venne aggiunte le opzioni di aggiornare e personallizare i mobile suit.
Il gioco ha anche introdotto i personaggi e i mobile suit delle varie miniserie OAV, insieme alle fazioni dei Titans, A.E.U.G. e Axis e si possono sbloccare delle fazioni speciali come il Neo Zeon di Char e Zeon comandato da Kycillia e Garma.

## Gihren's Ambition: War for Zeon Independence
In War for Zeon Independence per PlayStation 2, la mappa del gioco venne aggiornata insieme all'aggiunta di nuovi personaggi, mobile suit e di un sistema di spionaggio. Le battaglie si svolgono con una grafica in 3D mentre i capitoli precedenti usavano una grafica 2D. Nel gioco non sono presenti gli eventi di Mobile Suit Z Gundam e le fazioni dei Titans, AEUG, Axis e la Flotta di Delaz, limitandosi solo alla Federazione e il Principato di Zeon. È possibile sbloccare una modalità If se si finisce il gioco con entrambe le fazioni.

## Gihren's Ambition: The Menace of Axis
Menace of Axis è il quarto gioco della serie, pubblicato nel 2008 per PSP. La grafica è in 2.5D e la trama del gioco comprende gli eventi della Universal Century da Mobile Suit Gundam fino a Il contrattacco di Char e Hathaway's Flash. Ritornano le fazioni che erano presenti in Blood of Zeon: AEUG, Titans, Axis, la Flotta di Delaz e le fazioni speciali di Char, Kycillia e Garma.
Successivamente venne realizzata un'edizione speciale intitolata Gihren's Ambition: The Menace of Axis V, che include nuovi personaggi, mobile suit e una fazione bonus: l'esercito di Tem Ray. Venne pubblicato per PlayStation 2 e PSP.